# Das Monster aus dem Schrank
Das Monster aus dem Schrank — дебютный альбом немецкой дэткор-группы We Butter the Bread with Butter. Альбом был выпущен 21 ноября 2008 года на лейбле Redfield Records. 8 сентября 2009 года альбом появился в Северной Америке. Альбом был выпущен тиражом более 5000 копий.

## Об альбоме
В 2007 году Марсель Нойман и Тобиас Шультка приступили к написанию альбома. Сначала они написали песню без слов. Песня «Backe, Backe Kuchen» появилась из слов «In der Küche riecht es lecker». Таким образом у них появилась идея нового озвучивания детских песен. Все песни были написаны Марселем Нойманом дома. Песни для альбома и обложка были записаны во время каникул, когда участники ещё учились.

## Стиль
Многие композиции по-новому интерпретированы с известными немецкими детскими песнями или содержат по крайней мере часть текста из них, но в новом контексте («Godzilla»). В качестве вокала в основном используется гуттурал, который варьируется с пиг-сквилом, скримом и гроулом. Используются брэйкдауны и бластбиты, включая электронику. Сама группа называет свой жанр «Deathcore-Electro-Kinderlieder-Buttercore»
.

## Список композиций
| №   | Название                                | Длительность |
| --- | --------------------------------------- | ------------ |
| 1.  | «Intro»                                 | 0:19         |
| 2.  | «Schlaf, Kindlein, Schlaf»              | 2:25         |
| 3.  | «Willst Du Mit Mir Gehn?»               | 2:15         |
| 4.  | «Das Monster aus dem Schrank»           | 3:27         |
| 5.  | «Breekachu»                             | 1:45         |
| 6.  | «Hänschen Klein»                        | 1:37         |
| 7.  | «Terminator und Popeye»                 | 2:11         |
| 8.  | «Backe, Backe Kuchen»                   | 2:19         |
| 9.  | «World of Warcraft»                     | 2:15         |
| 10. | «Fuchs Du Hast die Gans Gestohlen»      | 2:34         |
| 11. | «Alle Meine Entchen»                    | 2:17         |
| 12. | «I Shot the Sheriff» (Bob Marley Cover) | 1:47         |
| 13. | «Hänsel und Grätel»                     | 2:27         |
| 14. | «Der Kuckuck und der Esel»              | 2:07         |
| 15. | «Extrem»                                | 5:25         |

| №                   | Название                                       | Длительность |
| ------------------- | ---------------------------------------------- | ------------ |
| 16.                 | «Godzilla»                                     | 2:07         |
| 17.                 | «Alle Meine Entchen (Orchester-Version)»       | 2:52         |
| 18.                 | «Schlaf, Kindlein Schlaf (Electro-Version)»    | 2:24         |
| 19.                 | «See You Lätta Brotenkopf (Erste WBTBWB Song)» | 0:41         |
| Общая длительность: | Общая длительность:                            | 41:19        |

## Участники записи
We Butter the Bread With Butter
- Тобиас Шультка — вокал, ударные, программирование
- Марсель Нойман — гитара, бас-гитара, программирование